# جماز بن شيحة
هو جماز بن شيحة أمير المدينة المنورة ما بين ( 657هـ-700هـ) الملقب بعز الدين أبو سند الحسيني.   

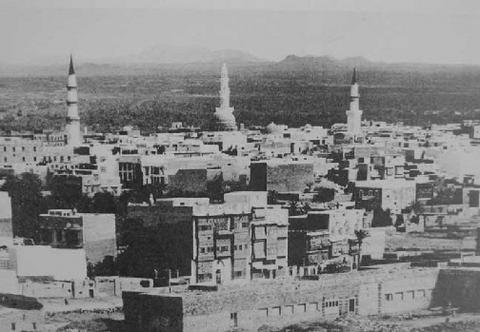
المدينة قديماً

## نسبه
جماز بن شيحة بن هاشم بن قاسم بن مهنا بن حسين بن مهنا بن داود بن القاسم بن عبيد الله بن طاهر بن يحيى بن الحسين بن جعفر بن عبد الله ابن الحسين بن زين العابدين ابن علي ابن الحسين بن علي بن أبي طالب الحسيني.

## سيرته
تولي المدينة المنورة بعد موت أخيه منيف وفي حياة أخيهما عيسى عام 657 هـ. وكان شجاعاً مهيباً، وكان ذا رأي مصيب، وهمة عالية، وكرم عظيم، ترقت به همته إلى أن قصد مكة المكرمة وانتزعها من أميرها أبي نمي عام 687 هـ، وحكمها مدة يسيرة، وسك فيها عملة باسمه إلى أن استردها أبو نمي ثانية منه وقد نجح الأمير جماز في ضبط الأمن في المدينة المنورة وحفظها من المغيرين والطامعين سواء بالمصانعة، أو بالتأديب والعقوبة. كما نشطت الحركة الثقافية في عهده، وكثرت الكتاتيب، وحلقات العلم في المسجد النبوي.وقد طال عهد إمارته حيث بقي فيها حتى سنة 700 هـ حيث أحس بالشيخوخة والضعف فتنازل عنها لابنه منصور وأقام بداره المعروفة بدار خزيمة حتى وفاته.

## وفاته
توفى سنة 704 هـ.

## وصلات خارجية
مركز بحوث ودرسات المدينة المنورة
تاريخ الحكام والسلالات الحاكمة 